# Front Nacional Revolucionari Democràtic Àfar
El Front Nacional Revolucionari Democràtic Àfar (Afar National Revolutionary Democratic Front ANRDF) és un partit polític d'Etiòpia.
Formava un dels grups (o faccions) de l'Ugugumo i estava liderat per Salih Ali Hudale. Després de la caiguda del Derg va mantenir activitat armada i hauria rebut suport d'Eritrea. A l'inici del segle XXI va abandonar la lluita i el 2005 es va organitzar amb aquest nom per participar en les eleccions del 2005 amb magres resultats.